# Ernesto Bazan
Ernesto Bazan (* 1959 in Palermo, Italien) ist ein italienischer Fotograf.

## Leben
Bazan, 1959 in Palermo geboren, ging 1979 nach New York, um an der School of Visual Arts Fotografie zu studieren. 1982 wurde er Mitglied der Fotoagentur Magnum Photos, die er zwei Jahre später wieder verließ.  1982 veröffentlichte er Il passato perpetuo, ein Projekt über die italoamerikanische Gemeinde in New York. 1993 erschien sein zweites Buch Passing through. Von 1992 bis 2006 lebte er überwiegend in Kuba und dokumentierte eine wichtige Phase in der kubanischen Geschichte: El Periodo Especial.  Bazans Fotos sind in Europa, Lateinamerika und den Vereinigten Staaten ausgestellt worden.

## Auszeichnungen
- 1998: W.-Eugene-Smith-Preis
- 1995: Mother Jones Award
- 1995: World Press Photo Award 1st prize, Daily Life stories[2]
- 1982: Rencontres Internationales de la Photographie in Arles
- Zwei Stipendien der Guggenheim Foundation und der Alicia Patterson Foundation